# 俞俐均
俞俐均（1999年4月29日—），出生於臺灣臺北市，臺灣圍棋女子職業棋士，現為圍棋職業四段。

## 早年
俞俐均，1999年4月29日出生於臺北市。四歲時，父母為了讓她刺激學習，送去學習兒童圍棋。很快家人就發現俞俐均對於圍棋的天分，在進入小學前俞俐均已有業餘初段的實力。小學時，相對於俞俐均的姐姐學習多項才藝，俞俐均的母親覺得，俞俐均不能像姐姐學習多種才藝卻沒有一項專精，因此全力培養俞俐均專精於圍棋。
俞俐均在小學四年級進入棋院當院生。院生按照實力分成A、B、C、D四組，新入門者在D組。院生週一至週五鍛鍊棋力，週末則有比賽。成績優異者可逐步晉級，進入A組前12名才有資格參加職業棋士考試。俞俐均在國小畢業後，就讀大安國中圍棋班。國一時俞俐均已進入A組前12名，參加職業棋士考試但未通過。在國二升國三的暑假，俞俐均第二次參加職業棋士考試並順利通過，以14歲的年齡成為台灣最年輕的職業圍棋女棋士。2014年1月獲頒職業初段。
在成為職業棋士前，於2012年獲得中華民國第14屆全國女子圍棋公開賽6段組冠軍。

## 職業生涯
俞俐均成為職業棋士後進入海峰棋院，成為「紅面棋王」周俊勳的第一位正式女弟子。國中畢業後，進入東方工商體育班。高二時第一次入選國手，參加2016國際智力運動聯盟智力運動精英賽。女子個人賽第二輪面對韓國崔精六段，俞俐均在中盤時就認輸。俞俐均表示，從一開始心情就很緊張，走出台灣後，才見識到自己與強者的差距。但是在此次比賽中，被韓國職業棋士刘昌赫九段發現俞俐均的潛力，邀請至韓國與韓國國家代表隊一起訓練一年。升上高三時赴韓國，為唯一與韓國國家隊一起訓練的臺灣棋士。
高中畢業時，俞俐均也完成在韓國一年的修練。她表示這是第一次長期離鄉背井打理一切，讓自己變得更獨立。在圍棋上最重要的收穫，是從韓國棋手的身上學習到專注，以及對於事情的態度。
俞俐均在2014年1月晉升職業初段。2017年9月晉升職業二段。2019年12月晉升職業三段。2022年3月晉升職業四段。

### 棋風與排名
俞俐均棋風被評為「戰鬥型」，她在Go Ratings 2024年1月6日更新之圍棋世界排名為第772名，Elo等級分為2798分。俞俐均等級分在2020年12月達歷史高點2859分，之後逐漸下滑。

## 主要賽事成績
在臺灣的頭銜賽獲得冠軍並取得頭銜3次，分別為2016年取得「女子名人」頭銜；2018年、2020年取得「女子最強」頭銜。
國際賽部分，2016年參加第三屆國手山脈國際圍棋賽，搭檔周俊勳並取得季軍；2019年參加第六屆國手山脈國際圍棋賽，搭檔王立誠並奪得冠軍。
| 年份 | 賽事                       | 項目                 | 成績 |
| ---- | -------------------------- | -------------------- | ---- |
| 2014 | 第四屆鈺德盃女子名人賽     |                      | 亞軍 |
| 2016 | 第六屆鈺德盃女子名人賽     |                      | 冠軍 |
| 2016 | 第三屆國手山脈國際圍棋賽   | 混雙（與周俊勳搭檔） | 季軍 |
| 2017 | 第三屆女子圍棋最強戰       |                      | 亞軍 |
| 2018 | 第四屆女子圍棋最強戰       |                      | 冠軍 |
| 2019 | 第六屆國手山脈國際圍棋賽   | 混雙（與王立誠搭檔） | 冠軍 |
| 2020 | 第六屆健喬盃女子圍棋最強戰 |                      | 冠軍 |
| 2021 | 第七屆健喬盃女子圍棋最強戰 |                      | 季軍 |
| 2022 | 第八屆健喬盃女子圍棋最強戰 |                      | 季軍 |

## 外部連結
- 圍棋女孩 俞俐均的Facebook專頁
- 俞俐均的Instagram帳戶
- 台灣棋院 俞俐均 （页面存档备份，存于） （繁體中文）
- 海峰棋院 俞俐均 （页面存档备份，存于） （繁體中文）